# Ptyonoprogne concolor
A Ptyonoprogne concolor a madarak (Aves) osztályának verébalakúak (Passeriformes) rendjébe, ezen belül a fecskefélék (Hirundinidae) családjába tartozó faj

## Rendszerezése
A fajt William Henry Sykes skót zoológus és ornitológus írta le 1832-ben, a Hirundo nembe Hirundo concolor néven.

## Alfajai
- Ptyonoprogne concolor concolor (Sykes, 1832) – délkelet-Pakisztán, India;
- Ptyonoprogne concolor sintaungensis (Stuart Baker, 1933) – kelet- és dél-Mianmar, dél-Kína, észak- és kelet-Thaiföld, észak-Laosz, Vietnám.

## Előfordulása
India, Kína, Laosz, Malajzia, Mianmar, Nepál, Pakisztán, Srí Lanka, Thaiföld és Vietnám területén honos. Természetes élőhelyei a szubtrópusi és trópusi sziklás környezet, valamint városi régiók. Állandó, nem vonuló faj.

## Megjelenése
Testhossza 13 centiméter, testtömege 12-14 gramm.

## Életmódja
Rovarokkal táplálkozik.

## Természetvédelmi helyzete
Az elterjedési területe rendkívül nagy, egyedszáma pedig növekszik. A Természetvédelmi Világszövetség Vörös listáján nem fenyegetett fajként szerepel.